# TUSSAM
Transportes Urbanos de Sevilla, Sociedad Anónima Municipal (TUSSAM) es una empresa pública encargada de gestionar el servicio de autobuses y Tranvías urbanos de la ciudad de Sevilla. Su titularidad pertenece completamente al Ayuntamiento de Sevilla, siendo una de las cuatro empresas que forman parte de la Corporación de Empresas Municipales de Sevilla (CEMS), junto a EMVISESA, EMASESA y LIPASAM.

## Historia
Fue fundada el 4 de noviembre de 1975 a partir de un cambio del estado jurídico del Servicio Municipal de Transportes Urbanos (SMTU). Los primeros autobuses adquiridos por TUSSAM llegaron en 1977, siendo estos los Pegaso 6035 de ENASA. Inicialmente los autobuses eran azules en su parte baja y crema en su parte superior. En algunos modelos se incluía una franja roja intermedia.
En 1982 se implantó el uso del bonobús, siendo entonces pionera en España al utilizar este sistema en autobuses. Ese mismo año, la flota se renueva con los Pegaso 6038. Entre 1986 y 1987, se incorpora el Sistema de Ayuda a la Explotación (SAE), lo que permite conocer en tiempo real la localización de los autobuses. En 1987 la flota se renueva con autobuses fabricados por Renault, inaugurando una nueva imagen caracterizada por el color "naranja Sevilla". En 1989, los bonobuses pasan a tener formato carné, y se instaura la opción del transbordo. En 1998, se adquieren nuevos autobuses de la marca Iveco.
En la década de los 2000, TUSSAM encadenó graves pérdidas económicas. Durante el ejercicio 2001 perdió 27 millones de euros. A mediados de 2004 la deuda acumulada asciende más de 60 millones de euros. En 2007 la deuda alcanzaba por 137 millones de euros. Para paliar esta deuda, el Ayuntamiento de Sevilla suprimió a comienzos de 2005 el bonobús sin transbordo, dejando solamente la modalidad con transbordo de precio superior. Esto, que era equivalente a una subida de precios del 28%, provocó la protesta de organizaciones de defensa del consumidor y ecologistas. Debido a la reducción del número de viajeros por la medida, al año siguiente TUSSAM volvió a comercializar el bonobús sin transbordo, con una subida de precio de un 8% respecto al año anterior. Los años siguientes TUSSAM continuó perdiendo viajeros.

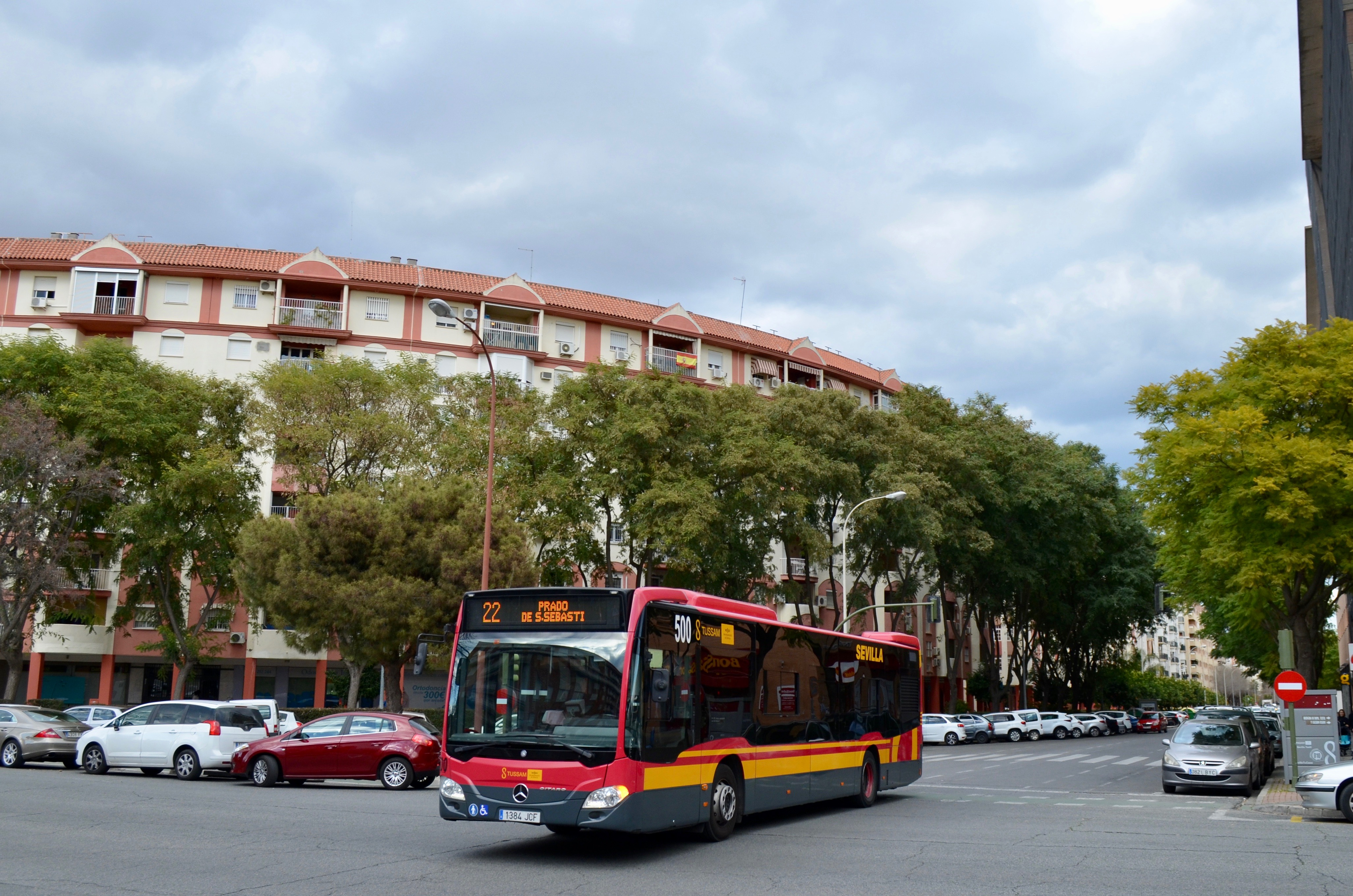
Línea 22

TUSSAM contrató a su primera mujer conductora en el año 2001. Un año después, en 2002, volvió a renovar su imagen, eligiendo los colores carmesí y oro, símbolos que aparecen en la Bandera de Sevilla. La nueva imagen fue seleccionada por concurso entre los estudiantes de la Escuela de Bellas Artes, cuya ganadora fue Ana Rocío Maraver Tello. En el año 2004 TUSSAM comenzó una renovación de las marquesinas de espera, cambiando su color naranja por el grana. Ese mismo año comenzaron a instalarse los primeros puntos informativos del tiempo de espera en las paradas.
El servicio de tranvía de Sevilla, conocido como Metrocentro, fue inaugurado el 28 de octubre de 2007 entre Plaza Nueva y Prado de San Sebastián. En 2011, el tranvía estrenó una nueva imagen así como una ampliación a San Bernardo. En 2024 se inauguraron tres nuevas paradas en la conocida como "ampliación a Nervión".
En 2009, las tarjetas incorporaron un sistema de billetaje sin contacto. En 2012, TUSSAM volvió a renovar ligeramente la imagen de los autobuses, utilizando el lema #Déjatellevar (junto a #MuéveteporSevilla, a partir de 2015). Ese mismo año, TUSSAM comenzó a hacerse cargo de la Línea Especial Aeropuerto (EA). TUSSAM comenzó a gestionar la Estación de autobuses del Prado de San Sebastián en 2013.

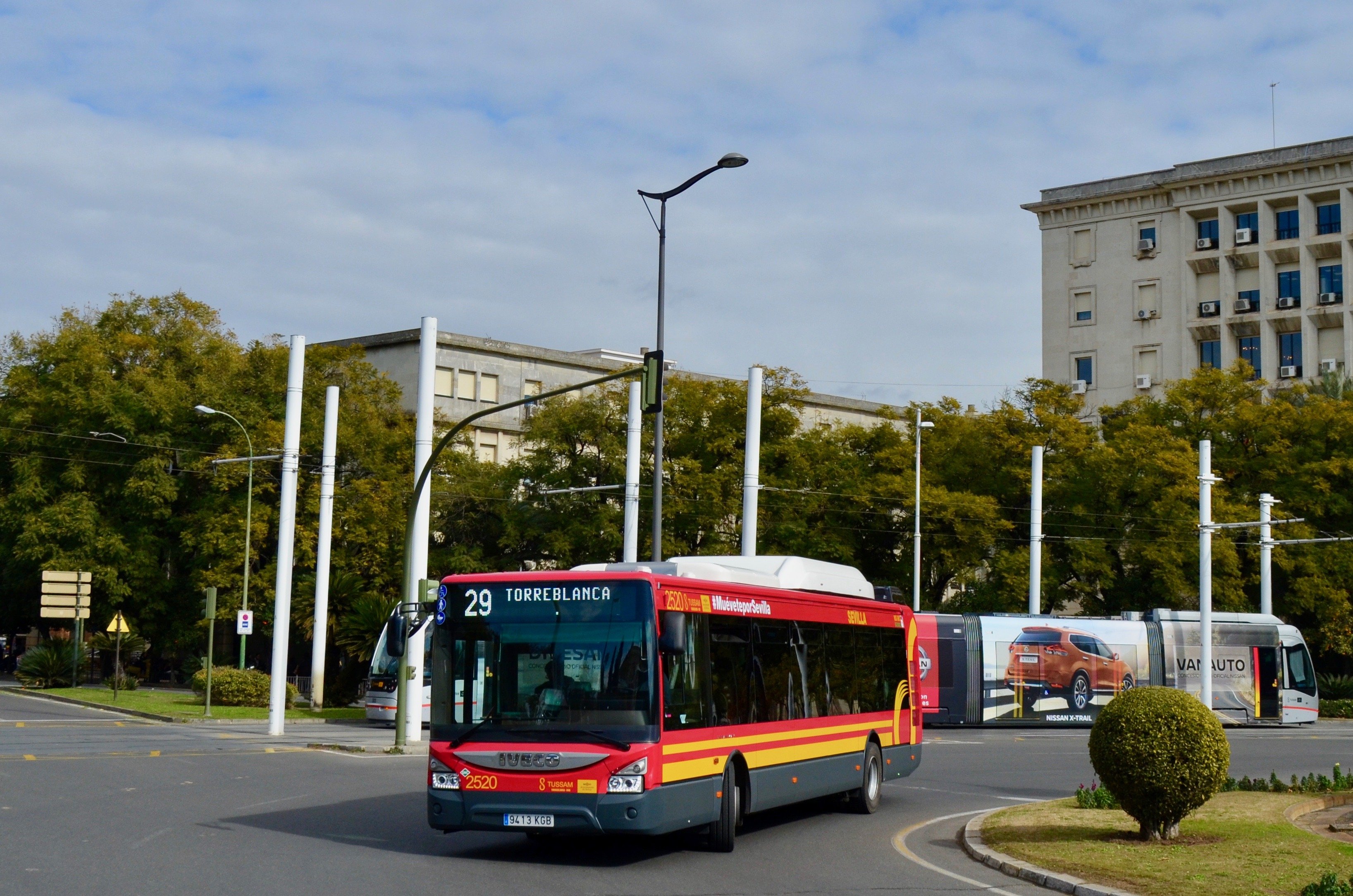
Línea 29

La aplicación para dispositivos móviles: AppTUSSAM, fue lanzada en 2013, permitiendo a los usuarios acceder al mapa de líneas, a la localización de autobuses en tiempo real y a los tiempos de espera previstos para cada parada. Un año después, en 2014, se permitió realizar recargas en línea. Entre 2015 y 2017 se realizan renovaciones en la imagen de las tarjetas y de la AppTUSSAM, destacando la introducción de la Tarjeta Social.
En 2017 se crea la Línea Este (LE), primera línea express del servicio, uniendo el distrito de Sevilla Este con Prado de San Sebastián. A ella se le sumarían la Línea Norte (LN) en 2018, haciendo lo propio con Pino Montano, y la Línea Sur (LS) en 2021, enlazando con Bellavista.
Desde 2019, toda la flota de autobuses dispone de conexión Wi-Fi gratuita.

## Títulos de viaje
| Títulos de viaje de TUSSAM | Títulos de viaje de TUSSAM    | Títulos de viaje de TUSSAM | Títulos de viaje de TUSSAM |
| Modalidad | Precio                        | Gastos de tramitación      | Detalles |
| --- | ----------------------------- | -------------------------- | --- |
| Billete univiaje | 1,40 €                        | -                          | Se adquiere únicamente a bordo del autobús o en las máquinas del Metrocentro. |
| Tarjeta multiviaje (sin transbordo) | 0,69€ 0,35*                   | 1,50€**                    | Tarjeta recargable en puntos de Atención Ciudadana o puntos de venta autorizados. Recarga mínima de 7€. Recarga máxima de 50€. |
| Tarjeta multiviaje (con transbordo) | 0,76€ 0,38*                   | 1,50€**                    | Tarjeta recargable en puntos de Atención Ciudadana o puntos de venta autorizados. Recarga mínima de 7€. Recarga máxima de 50€. Transbordo disponible durante 1 hora hacia cualquier otra línea distinta de la de origen. |
| Tarjeta turística | 5,00€ (1 día) 10,00€ (3 días) | 1,50€**                    | Viajes ilimitados durante el período establecido. |
| Tarjeta 30 días (con transbordo) | 35,30€ 17,70€*                | 2,00€                      | Viajes ilimitados durante los 30 días posteriores a la adquisición. |
| Tarjeta anual | 320€ 240€*                    | 2,00€                      | Viajes ilimitados durante los 365 días posteriores a la adquisición. |
| Tarjeta de estudiante mensual | 19€ 9,50€*                    | 2,00€                      | Requiere estar matriculado en un centro de estudios de Sevilla capital. Solo operativa entre el 1 de septiembre y el 31 de julio. No puede ser utilizada en servicios especiales ni la línea EA. |
| Tarjeta de estudiante anual | 190€ 155€*                    | 2,00€                      | Requiere estar matriculado en un centro de estudios de Sevilla capital. Solo operativa entre el 1 de septiembre y el 31 de julio. No puede ser utilizada en servicios especiales ni la línea EA. Puede ser abonada en dos plazos. |
| Tarjeta infantil | -                             | 15,50€                     | Viajes ilimitados. Requiere estar empadronado en Sevilla capital y tener una edad comprendida entre 3 y 12 años. |
| Tarjeta 3ª edad | -                             | -                          | Viajes ilimitados. Requiere ser mayor de 65 años o pensionista mayor de 60 años. No puede ser utilizada en servicios especiales ni la línea EA. |
| Tarjeta solidaria | -                             | -                          | Viajes ilimitados durante los 180 días siguientes a su expedición. Requiere estar empadronado en Sevilla capital, estar de baja en la Seguridad Social, constar como demandante de empleo en el Servicio Andaluz de Empleo durante los últimos doce meses (con un máximo de 45 días trabajados) y poseer rentas inferiores al 75% del Salario Mínimo Interprofesional. |
| Tarjeta diversidad funcional | -                             | -                          | Viajes ilimitados. Requiere estar empadronado en Sevilla capital, poseer una discapacidad igual o superior al 65% y tener un nivel de ingresos inferior a 1,5 veces el IPREM. |
| Tarjeta social | 17,65€ 8,80€*                 | 2,00€                      | Viajes ilimitados durante 30 días. Requiere estar empadronado en Sevilla capital, estar de alta en la Seguridad Social, tener contrato laboral vigente en el momento de la solicitud y tener un nivel de ingresos inferior al Salario Mínimo Interprofesional. |
| Tarjeta joven | 17,65€ 8,80€*                 | 2,00€                      | Viajes ilimitados durante 30 días. Requiere tener entre 16 y 29 años y encontrarse en alguna de las siguientes situaciones: estar matriculado en un centro educativo, poseer un contrato en prácticas de al menos 6 meses de duración, poseer un contrato por cuenta ajena de al menos 6 meses de duración o estar empleado por cuenta propia.                         |
| ** Reducción del 50% sobre el precio de la tarifa vigente, conforme al Real Decreto-ley 9/2024 de 23 de diciembre **Precio de 2,00€ en tarjetas especiales. Se reintegra al ser devuelta en los puntos de atención. |                               |                            | |

## Líneas
Cuenta con una red de 55 líneas propias, de las cuales cuatro son líneas concesionarias gestionadas por la empresa Casal SL, ocho líneas nocturnas, una línea especial aeropuerto, dos líneas especiales que solo prestan servicio durante la Feria de Abril y una línea de tranvía. La suma total cubre un recorrido cercano a los 700 kilómetros de red.
Las líneas de TUSSAM se encuentran divididas en las siguientes categorías:

### Circulares
| Línea | Trayecto | Pasajeros (2023) |
| ----- | --- | ---------------- |
| C1    | Circular Exterior: Prado - Triana - Cartuja - Barqueta - Santa Justa                                                     | 3.088.264        |
| C2    | Circular Exterior: Prado - Santa Justa - Barqueta - Cartuja - Triana                                                     | 3.018.583        |
| C3    | Circular Interior: Prado - Plaza de Armas - Barqueta                                                                     | 2.033.018        |
| C4    | Circular Interior: Prado - Barqueta - Plaza de Armas                                                                     | 1.527.676        |
| C5    | Circular Centro: Prado San Sebastián - Plaza del Duque                                                                   | -                |
| C6    | Circular Macarena Norte: San Jerónimo - Pino Montano - Valdezorras - Aeropuerto Viejo (servicio gestionado por Casal SL) | 466.012          |

### Transversales
| Línea | Trayecto                                                          | Pasajeros (2023) |
| ----- | ----------------------------------------------------------------- | ---------------- |
| 01    | Polígono Norte - Prado San Sebastián - Bami                       | 3.084.437        |
| 02    | Torre Sevilla - Polígono de San Pablo - Estadio Benito Villamarín | 7.938.687        |
| 03    | Pino Montano - San Jerónimo - Los Bermejales - Bellavista         | 3.539.932        |
| 05    | Torre Sevilla - Prado San Sebastián - Santa Aurelia               | 2.533.413        |
| 06    | San Lázaro - Triana - Los Remedios - Hospital Virgen del Rocío    | 3.201.236        |

### Radiales Norte
| Línea | Trayecto                                                                   | Pasajeros (2023) |
| ----- | -------------------------------------------------------------------------- | ---------------- |
| 10    | San Jerónimo - Plaza Ponce de León                                         | 1.703.943        |
| 11    | Los Príncipes - Plaza Ponce de León                                        | 771.375          |
| 12    | Pino Montano - Plaza Ponce de León                                         | 2.581.914        |
| 13    | Pino Montano - Plaza del Duque                                             | 3.550.311        |
| 14    | Polígono Norte - Las Golondrinas - Plaza del Duque                         | 774.719          |
| 15    | San Diego - Plaza Jerónimo de Córdoba                                      | 814.771          |
| 16    | Valdezorras - Plaza Jerónimo de Córdoba (servicio gestionado por Casal SL) | 466.012          |

### Radiales Este
| Línea | Trayecto                                                             | Pasajeros (2023) |
| ----- | -------------------------------------------------------------------- | ---------------- |
| 20    | Polígono de San Pablo - Plaza Ponce de León                          | 842.726          |
| 21    | Polígono de San Pablo - Plaza de Armas                               | 1.661.301        |
| 22    | Sevilla Este - Prado San Sebastián                                   | 1.879.271        |
| 24    | La Negrilla - Rochelambert - Plaza Ponce de León                     | 2.179.883        |
| 25    | Rochelambert - Prado San Sebastián                                   | 786.260          |
| 26    | Cerro del Águila - Prado San Sebastián                               | 1.067.674        |
| 27    | Sevilla Este - Plaza del Duque                                       | 4.530.444        |
| 28    | Parque Alcosa - Prado San Sebastián                                  | 1.984.489        |
| 29    | Torreblanca - Prado San Sebastián (servicio gestionado por Casal SL) | 2.284.648        |

### Radiales Sur
| Línea | Trayecto                                                                      | Pasajeros |
| ----- | ----------------------------------------------------------------------------- | --------- |
| 30    | Las Letanías - Prado San Sebastián                                            | 616.712   |
| 31    | Polígono Sur - Prado San Sebastián                                            | 520.475   |
| 32    | Polígono Sur - Plaza del Duque                                                | 3.427.691 |
| 34    | Los Bermejales - Prado San Sebastián                                          | 861.769   |
| 37    | Fuente del Rey - Bellavista - Puerta de Jerez                                 | 2.071.432 |
| 38    | Universidad Pablo de Olavide - Prado San Sebastián                            | 217.082   |
| 39    | Palmete - Hacienda San Antonio - Los Arcos (servicio gestionado por Casal SL) | 284.648   |

### Radiales Oeste
| Línea | Trayecto                    | Pasajeros (2023) |
| ----- | --------------------------- | ---------------- |
| 40    | El Tardón - Reyes Católicos | 337.732          |
| 41    | Tablada - Reyes Católicos   | 450.933          |
| 43    | El Carmen - San Pablo       | 508.838          |

### Periféricas
| Línea | Trayecto                                   | Pasajeros (2023) |
| ----- | ------------------------------------------ | ---------------- |
| 52    | Palmete - San Bernardo                     | 1.012.286        |
| 53    | Centro Penitenciario Sevilla I - Los Arcos | 6.174            |

### Barrios y líneas express
| Línea | Trayecto                                   | Pasajeros (2023) |
| ----- | ------------------------------------------ | ---------------- |
| B3    | Santa Clara - Nervión                      | 151.727          |
| B4    | Torreblanca - Parque Alcosa - San Bernardo | 1.146.682        |
| CJ    | Ciudad de la Justicia - San Bernardo       | 55.409           |
| LE    | Sevilla Este - Prado San Sebastián         | 1.011.782        |
| LN    | Pino Montano - Prado San Sebastián         | 1.416.433        |
| LS    | Bellavista - Santa Justa                   | 527.852          |

### Especiales
| Línea | Trayecto                                                              | Pasajeros (2023) |
| ----- | --------------------------------------------------------------------- | ---------------- |
| EA    | Aeropuerto - Plaza de Armas                                           | 1.317.442        |
| E0    | Prado - Real de la Feria (solo durante la Feria de Abril)             | 415.793          |
| EC    | Charco de la Pava - Real de la Feria (solo durante la Feria de Abril) | 415.793          |

### Metrocentro
| Línea | Trayecto                                                           | Pasajeros (2023) |
| ----- | ------------------------------------------------------------------ | ---------------- |
| T1    | Luis de Morales - San Bernardo - Prado San Sebastián - Plaza Nueva | 2.919.198        |

### Nocturnas
| Línea | Trayecto                                                                         | Pasajeros (2023) |
| ----- | -------------------------------------------------------------------------------- | ---------------- |
| A1    | Prado San Sebastián - Pino Montano - Polígono Norte                              | 415.793          |
| A2    | Prado San Sebastián - Puerta de Jerez - San Jerónimo                             | 415.793          |
| A3    | Prado San Sebastián - Los Arcos - Sevilla Este                                   | 415.793          |
| A4    | Prado San Sebastián - Santa Aurelia - Barriada Palmete - Rochelambert            | 415.793          |
| A5    | Prado San Sebastián - Cerro del Águila - Polígono Sur                            | 415.793          |
| A6    | Prado San Sebastián - Los Bermejales - Bellavista                                | 415.793          |
| A7    | Circular Nocturno: Prado - Los Remedios - Triana - Plaza del Duque - Santa Justa | 415.793          |
| A8    | Prado San Sebastián - Polígono de San Pablo - Parque Alcosa                      | 415.793          |

### Líneas desaparecidas
| Línea | Trayecto                      | Motivo |
| ----- | ----------------------------- | --- |
| 23    | Prado - Santa Aurelia         | Sustituida por la línea 05 en 2010. |
| 33    | Pedro Salvador - Plaza Nueva  | Fusionada con la línea 37 en 2008. |
| 35    | Prado - Palmas Altas          | Sustituida en 2023 por la línea CJ. |
| 36    | Prado - Pablo de Olavide      | Suprimida en 2010 al hacer el mismo recorrido que el Metro de Sevilla. En 2011, las paradas de la Universidad se retomaron en la línea 38. |
| 42    | Tablada - Plaza Nueva         | Fusionada con la línea 41. |
| 50    | Santa Clara - Gran Plaza      | Transformada en la línea B3. |
| 55    | Parque Alcosa - Gran Plaza    | Transformada en la línea B4. |
| 70    | Parque Alcosa - Prado         | Sustituida por la línea 28. Antigua línea concesionada.                                                                                    |
| 71    | Torreblanca - Luis de Morales | Sustituida por la línea 29. Antigua línea concesionada.                                                                                    |
| 72    | Bellavista - Prado            | Sustituida por la línea 37. Antigua línea concesionada.                                                                                    |
| 73    | Valdezorras - Gordillo        | Sustituida por las líneas C6A y C6B. Antigua línea concesionada.                                                                           |
| C7    | Circular Triana               | Suprimida en 2010 tras un mes de funcionamiento ante su bajo número de usuarios.                                                           |
| E5    | Barqueta - Alamillo           | Suprimida en 2010 ante su bajo número de usuarios. Esta línea solo operaba los fines de semana.                                            |

## Número de pasajeros
| Gráfica de evolución de los pasajeros del TUSSAM entre 2014 y 2024 |
|                                                                    |
| Número de pasajeros de TUSSAM (en millones)                        |

## Flota
A 14 de noviembre de 2024 la distribución de la flota era la siguiente, de un total de 423 vehículos:
Por combustible
- 8% autobús eléctrico: 33
- 21% Biodiésel: 87
- 68%  Gas natural comprimido: 288
- 3% GNC/Híbridos: 14
- 0.24% Diésel/Híbridos: 1

A 15 de septiembre de 2018 la distribución era la siguiente, de un total de 410 vehículos:
Por dimensión del autobús
- 72.19% Autobús estándar (12 metros): 296
- 0.97% Autobús estándar (15 metros): 4
- 23.9% Autobús articulado (18 metros): 98
- 1.95% Midibús (8 metros): 8
- 0.97% Microbús (7 metros): 4

Por accesibilidad del vehículo
- 57.8% Piso bajo con rampa automática: 237
- 41.7% Piso bajo con rampa automática y manual: 171
- 0.48% Piso bajo sin rampa: 2

### Donación de material obsoleto

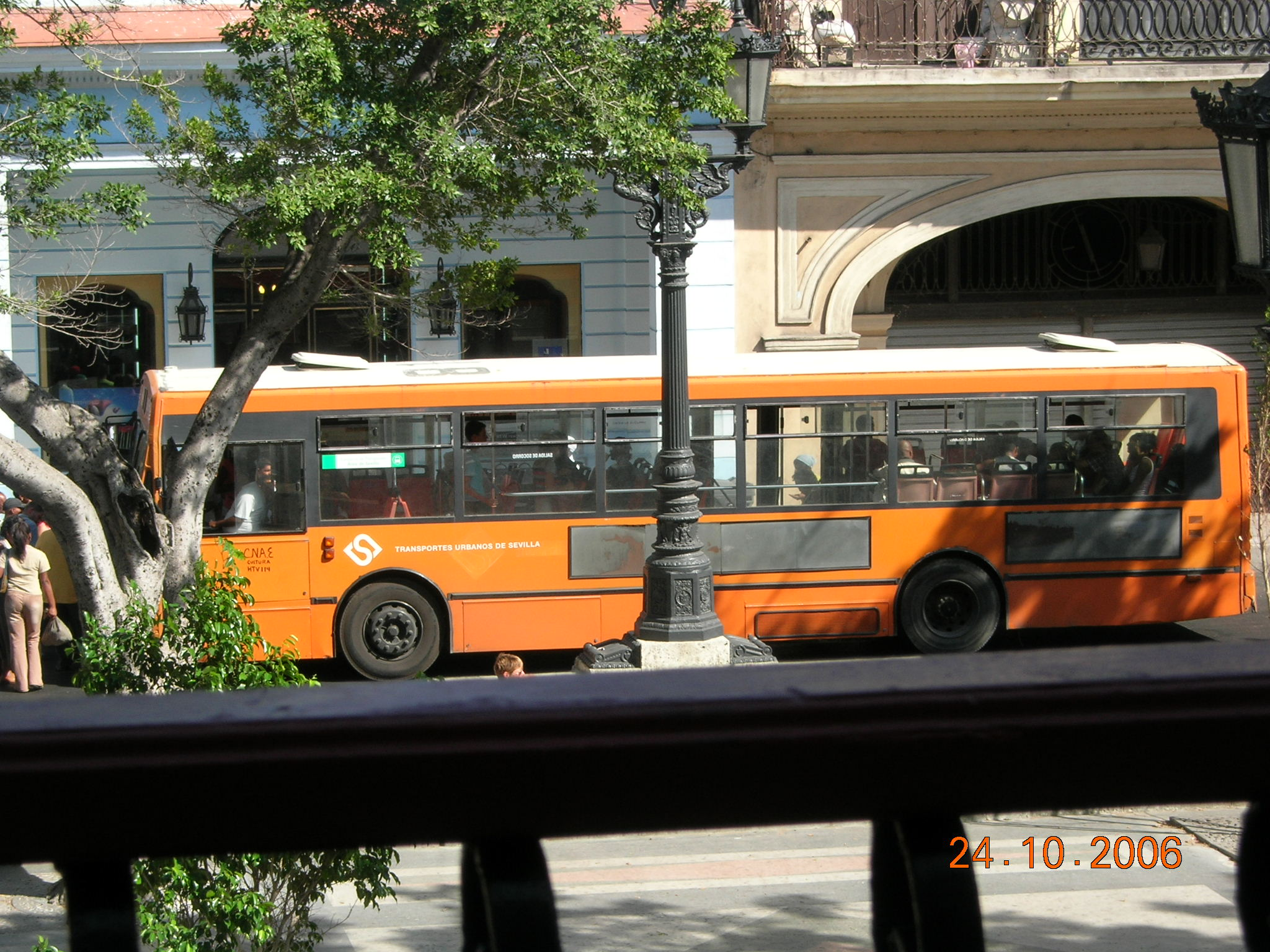
Renault PR-100 fotografiado en La Habana en 2006, donado por Tussam a Cuba.

En diversas ocasiones, se ha donado material antiguo a Cuba, así por ejemplo, en 1993 se donaron 11 autobuses. otros 6 autobuses en 1999. En 2003 se donaron 5 autobuses y una central telefónica, habiéndose donado más de 40 en los años anteriores. En 2007 se decidió donar los autobuses con más de 18 años a La Habana, tomándose la iniciativa de renovar la parte más obsoleta de la flota. En 2008 fueron donados otros veinte vehículos.